# Mitra edentula
Mitra (Dibaphus) edentula, tên tiếng Anh: toothless mitre, là một loài ốc biển, là động vật thân mềm chân bụng sống ở biển trong họ Mitridae, họ ốc méo miệng.

## Miêu tả
Loài này có kích thước giữa 20 mm and 40 mm

## Phân bố
Chúng phân bố ở Ấn Độ Dương dọc theo Aldabra và vùng bể Mascarene